# Guro-gu
Guro-gu es un distrito de Seúl, Corea del Sur, que estaba separada de Yeongdeungpo Distrito el 1 de abril de 1980. Situado en la parte suroeste de la ciudad, donde además de Yangcheon Distrito y Geumcheon Distrito Guro Distrito tiene una posición importante como una vía de comunicación que contiene ferrocarriles, rutas terrestres desde el resto de Seúl, al sur del país. 
Las líneas ferroviarias Gyeongbu y Gyeongin conectan Seúl a Busan y Incheon. Además, las líneas de Metro de Seúl 1, 2 y 7, y las principales carreteras se cruzan en Guro Distrito.
Este distrito tuvo un papel fundamental en el crecimiento económico de la era de desarrollo de Corea del Sur, conocido como el "Milagro en el río Han".

## Divisiones administrativas

Mapa de divisiones administrativas de Guro-gu.

- Garibong-dong (가리봉동 加里峰洞)
- Gaebong-dong (개봉동 開峰洞)
- Gocheok-dong (고척동 高尺洞)
- Guro-dong (구로동 九老洞)
- Oryu-dong (오류동 梧柳洞)
  - Cheonwang-dong (천왕동 天旺洞)
  - Hang-dong (항동 航洞)
- Sugung-dong (수궁동 水宮洞)
  - Gung-dong (궁동 宮洞))
  - Onsu-dong (온수동 溫水洞)
- Sindorim-dong (신도림동 新道林洞)